# Magdalena Piekorz
Magdalena Piekorz (sinh ngày 2 tháng 10 năm 1974 tại Sosnowiec) là một đạo diễn điện ảnh, nhà biên kịch, diễn viên điện ảnh và diễn viên sân khấu người Ba Lan.

## Cuộc đời và sự nghiệp
Magdalena Piekorz tốt nghiệp chuyên ngành đạo diễn điện ảnh Trường Điện ảnh Krzysztof Kieślowski ở Katowice. Trong những năm đầu sự nghiệp, cô chủ yếu đạo diễn phim tài liệu. Năm 1997, cô ra mắt bộ phim tài liệu đầu tay mang tên The Girls From Szymanów. Bộ phim này giúp Magdalena Piekorz nhận một giải thưởng tại Liên hoan phim tài liệu và phim ngắn Ba Lan. Bộ phim thực hiện vào năm 1998 của cô có tên là Franciscan Spontan, phim đề cập đến chủ đề tôn giáo và nhạc sử dụng trong phim được Michał Lorenc viết. Bộ phim To Find, To See, To Bury năm 2001 của cô khắc hoạ vụ thảm sát Srebrenica. Tiếp đó vào năm 2002, cô đạo diễn sê-ri phim tài liệu Chicago nhằm mô tả cuộc sống của cộng đồng người Ba Lan ở bang Illinois, Hoa Kỳ.
Năm 2004, Magdalena Piekorz cho ra mắt phim Pręgi ("Welts"). Đây là phim điện ảnh đầu tiên của cô ở vai trò đạo diễn. Bộ phim đề cập đến vấn nạn bạo lực gia đình dựa trên tác phẩm văn xuôi của tác giả từng đoạt Giải thưởng Nike - Wojciech Kuczok. Phim nhận được đánh giá cao từ giới phê bình và giành Giải thưởng Sư tử vàng tại Liên hoan phim Gdynia lần thứ 29. Bộ phim cũng được chọn làm đại diện của Ba Lan dự thi hạng mục Phim nói tiếng nước ngoài hay nhất tại Giải Oscar lần thứ 77.
Kể từ năm 2018, Magdalena Piekorz giữ chức giám đốc nghệ thuật tại Nhà hát Adam Mickiewicz ở Częstochowa.

## Thành tích nghệ thuật

### Phim tài liệu
- Dziewczyny z Szymanowa (1997)
- Franciszkański spontan (1998)
- Przybysze (1999)
- Labirynt (2001)
- Znaleźć, zobaczyć, pochować (2001)
- Chicago (2002, sê-ri phim tài liệu)

### Phim điện ảnh
- Pręgi (2004)
- Senność (2008)
- Zbliżenia (2014)